# Gmina Jezersko
Jezersko (niem. Seeland) −  gmina w północnej Słowenii. W 2010 roku liczyła 600 mieszkańców.

## Miejscowości
Miejscowości wchodzące w skład gminy Jezersko:
- Spodnje Jezersko
- Zgornje Jezersko – siedziba gminy